# Xhovalin Delia
Xhovalin Delia (ur. 29 kwietnia 1959 w Puce) – albański malarz, twórca filmów animowanych i pisarz.

## Życiorys
W 1985 roku ukończył studia na Akademii Sztuk Pięknych w Tiranie.
Aktualnie mieszka we Włoszech.

## Nagrody
W 2018 roku wygrał nagrodę główną na Międzynarodowym Festiwalu Sztuki w Palermo.

## Książki[1]
- Venere
- God bless America